# 卢库斯高原

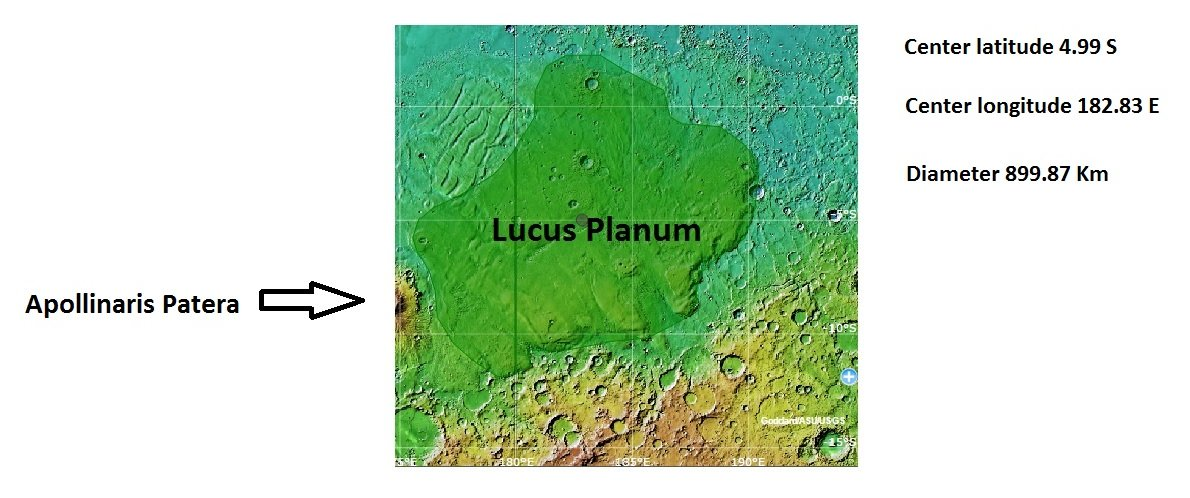
显示卢库斯高原边界的地图

卢库斯高原（Lucus Planum）是火星上一处以反照率特征命名的区域，其名称于1997年被国际天文学联合会批准接受。该特征的中心坐标为南纬4.99度、东经182,83度，它坐落在门农尼亚区和埃俄利斯区之间，正对着阿波利纳里斯山东面及东北。它也是被称为“梅杜莎槽沟层”区的一部分，部分区域覆盖着风吹起的沙粒大小颗粒作用而成的雅丹地貌，因此，其外观通常指示了形成时的风向。该地区雅丹的视图如下所示。

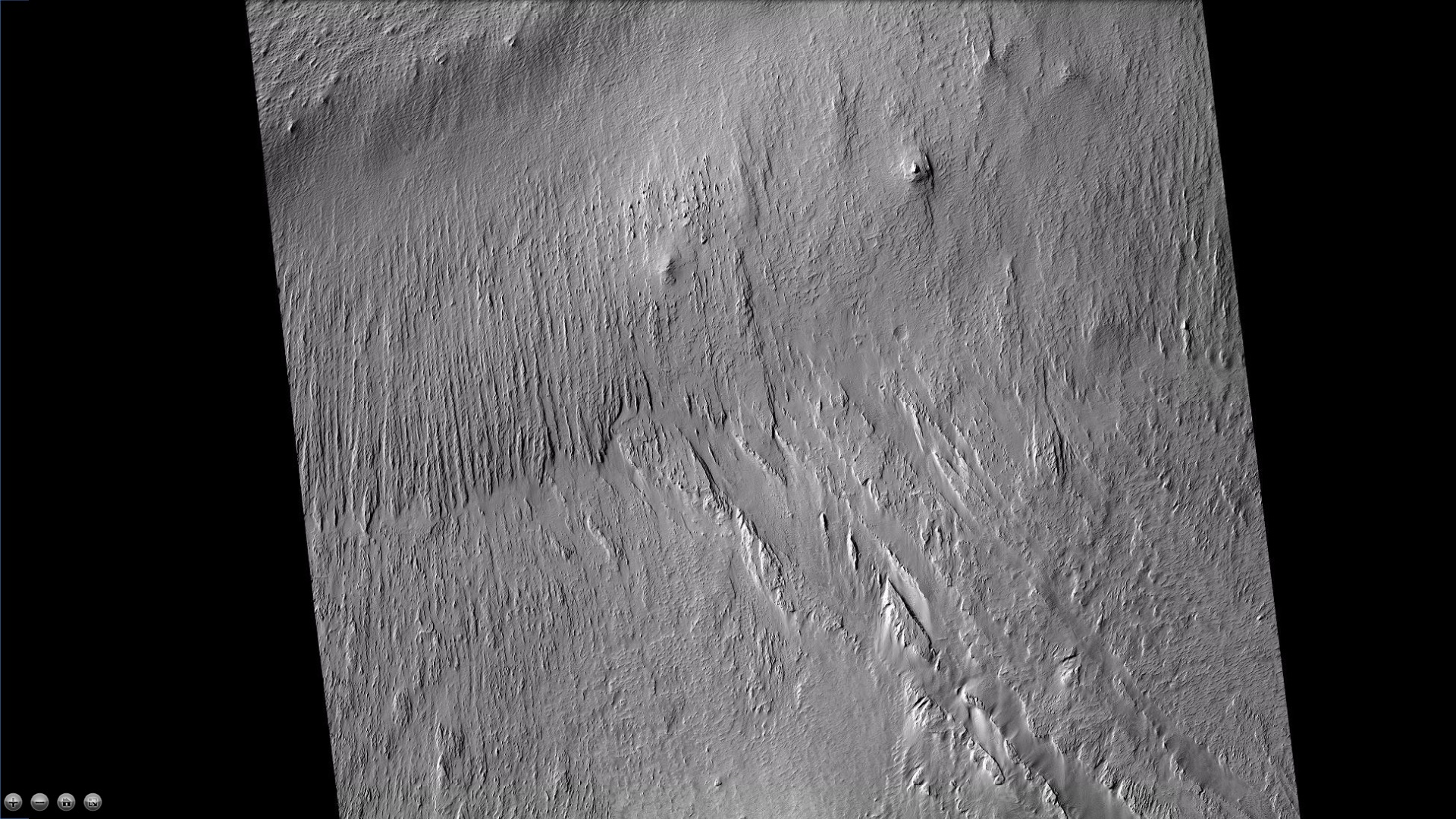
背景相机拍摄的卢库斯高原的表面宽景图。
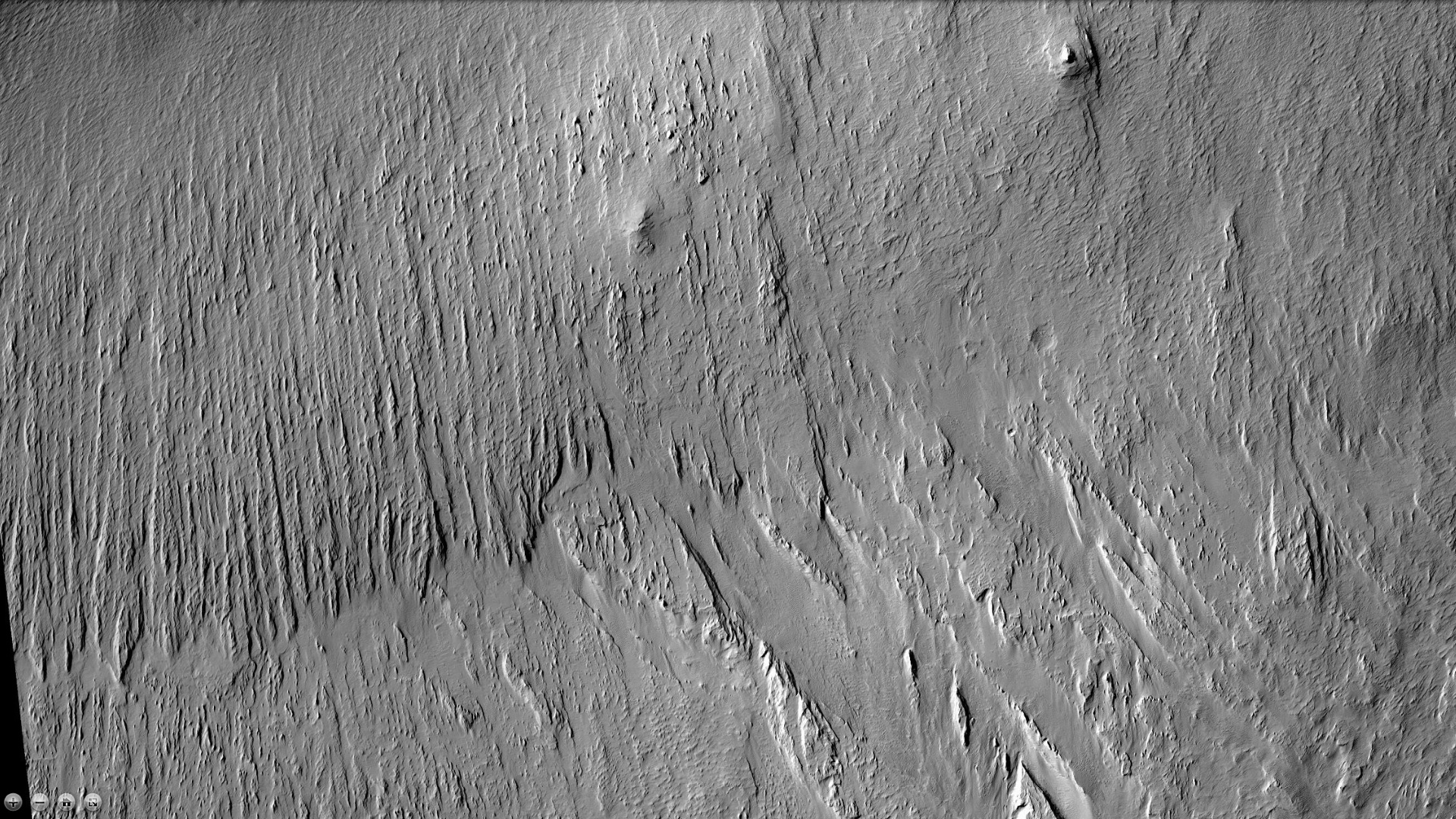
前一张照片中的雅丹地貌近景。
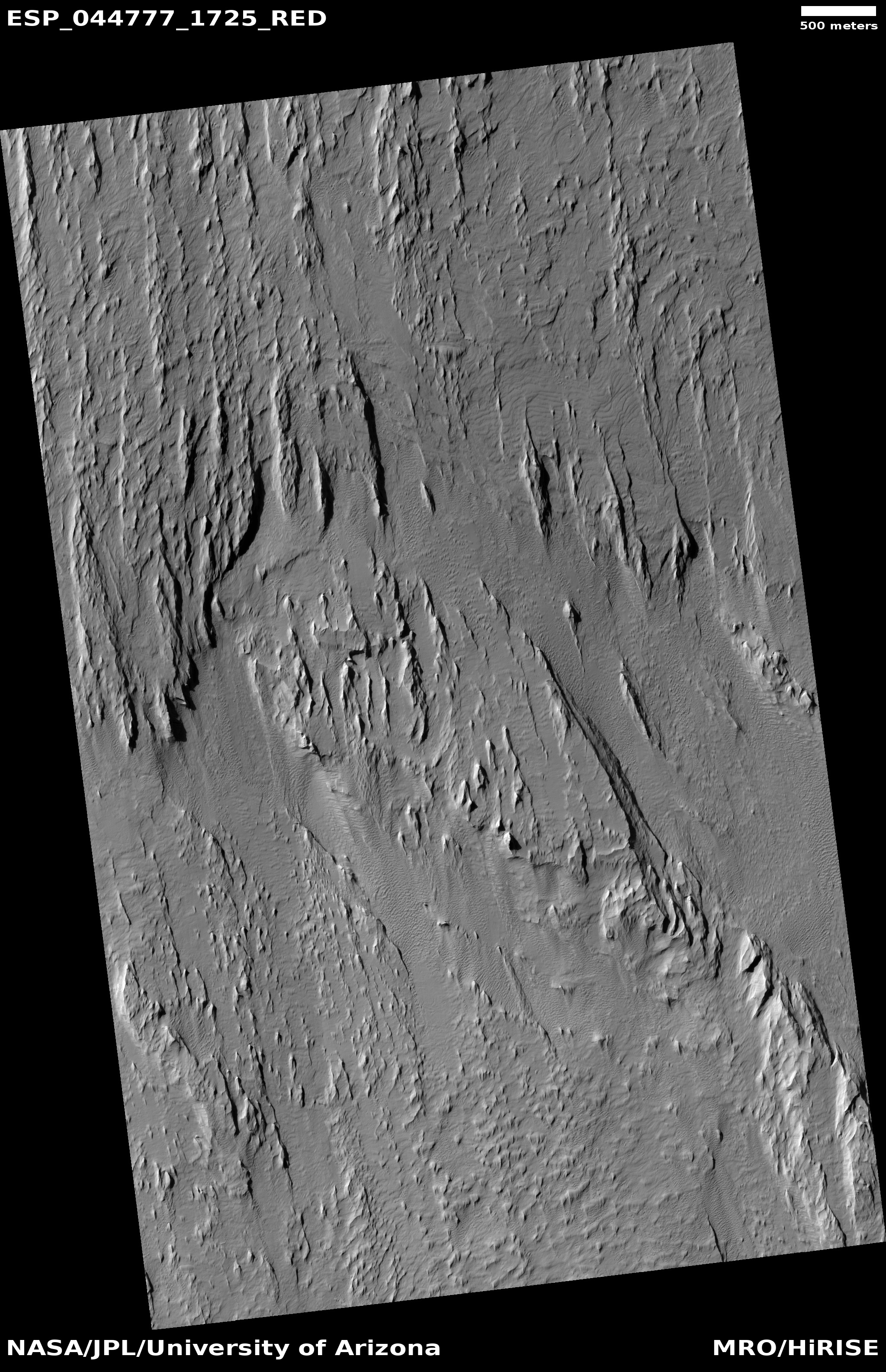
HiWish计划下高分辨率成像科学设备显示的卢库斯高原雅丹地貌全景。
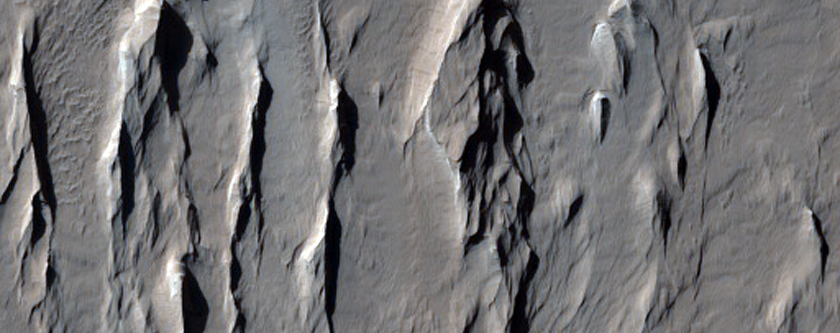
前一幅雅丹地貌图像的近景。
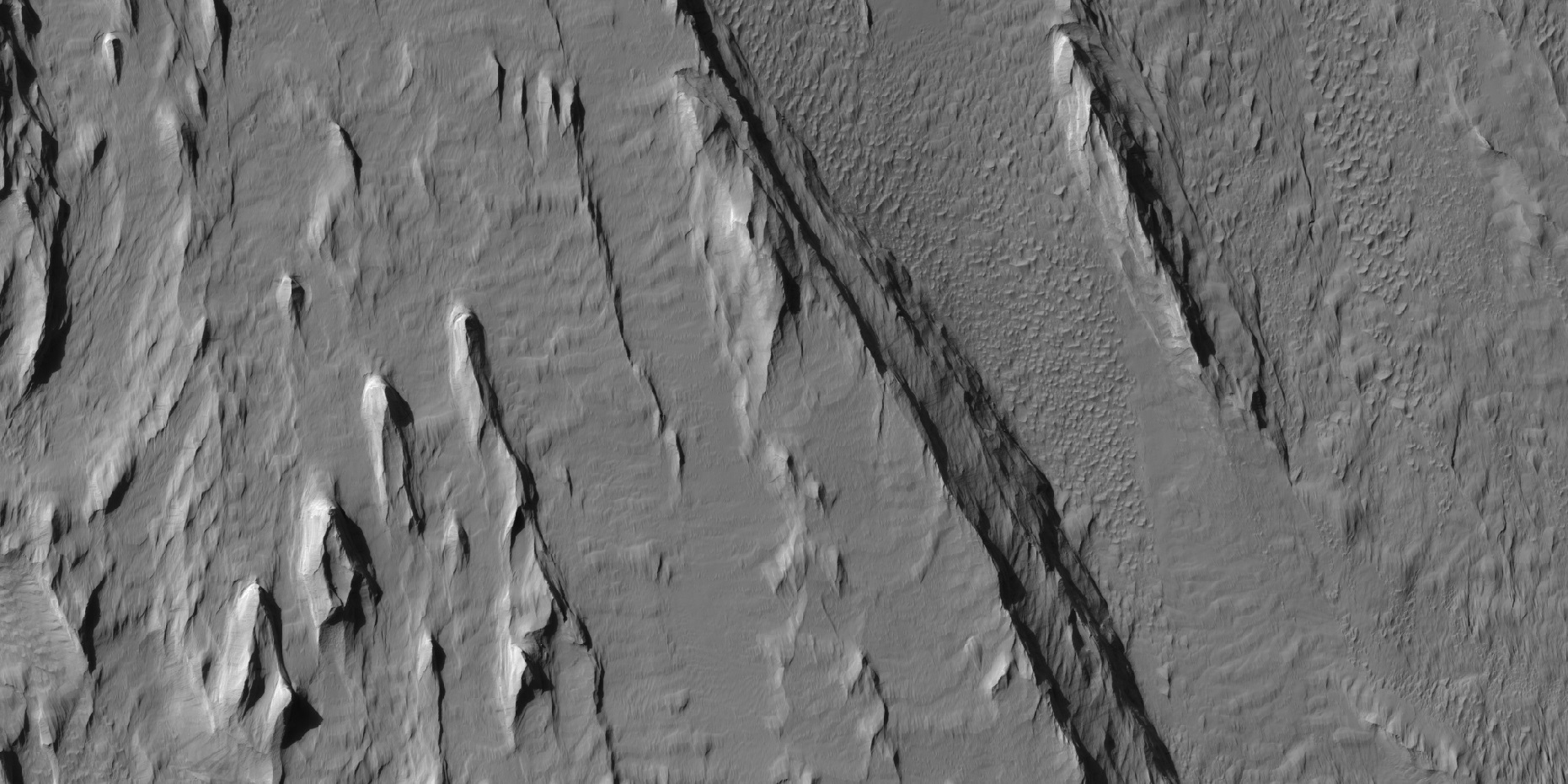
HiWish计划下高分辨率成像科学设备显示的前一幅图像的雅丹近景。

## 另请查看
- 埃俄利斯区
- 高分辨率成像科学设备
- HiWish计划
- 门农尼亚区
- 行星体系命名法
- 雅丹地貌
- 火星雅丹地形